# Храм Неба
Храм Неба (кит. трад. 天壇, упр. 天坛, пиньинь Tiāntán, палл. Тяньтань) — имперский конфуцианский храмововый комплекс в центральном районе Дунчэн Пекина. Главные сооружения комплекса (на линии север—юг, сверху вниз):
- «Храм молитвы за богатый урожай» (кит. упр. 祈年殿, палл. Циняньдянь), построен в 1420 г.;
- «Зал небесного свода» (кит. упр. 皇穹宇, палл. Хуанцюнъюй), построен в 1530 г.;
- «Алтарь неба» (кит. упр. 圜丘, палл. Хуаньцю), построен в 1530 г.

В 1998 году комплекс занесён ЮНЕСКО в список всемирного наследия человечества.

## Общая информация
Строительство комплекса началось в 1420 году во время правления под девизом «Юнлэ» династии Мин и закончилось в 1530 году. Храм Неба расположен к юго-востоку от императорского дворца.
Главный храм, ныне называющийся «Храм молитвы за богатый урожай», появился в то же время, что и Запретный город, и первоначально действовал как храм Неба и Земли, поэтому ярусы его крыши были трёх цветов: верхний — синий, следующий — жёлтый, нижний — зелёный. С постройкой новых сооружений к 1530 году места культа Неба и Земли были разделены, и все три яруса крыши главного храма стали синими. Здание главного храма имеет вид ротонды, опирающейся на платформу из белого мрамора площадью 0,59 га. Крыша в виде конуса опирается на балки, поддерживаемые 28 внушительными колоннами из дерева, при этом 4 центральные символизируют времена года, 12 колонн второго ряда — месяцы года, а 12 колонн внешнего ряда — традиционные 12 частей суток.
Построенный в 1530 году «Зал небесного свода» служил в качестве хранилища для таблицы Неба, которая во время торжественных ритуалов размещалась на алтаре. Крыша в форме конуса синего цвета этого здания опиралась на поддерживаемые колоннами элементы доугун традиционной китайской архитектуры.
Храм Неба раскинулся на огромной площади в южной части Внешнего города, вдали от городской суеты. Считалось, что такое окраинное положение способствует свободному общению императора, сына Неба, со своими божественными предками.
Территория комплекса занимает около 270 га. Создание такого большого комплекса соответствовало масштабам китайской столицы. Храм Неба был связан с главнейшими государственными ритуалами жертвоприношения Небу, властвующему над судьбами человека. В своих величавых формах храм воплотил представления о вселенной, сложившиеся в Китае ещё во времена глубокой древности.
Обширная территория, на которой расположен ансамбль храма, обнесена двумя рядами глухих стен, окрашенных в красный цвет, и образует в плане квадрат, символизирующий Землю. Круглые здания беломраморного резного алтаря и храмов, увенчанных синими коническими крышами, символизируют Небо (круг — знак солнца или Неба). Такое сочетание квадрата и круга обозначает союз неба и земли. Беспрерывно варьируясь и повторяясь, эти знаки круга и квадрата вместе с остроконечными синими вершинами конических крыш — символами Неба — как бы напоминают о беспрерывном круговороте стихий. Изначально назывался Храмом Неба и Земли, но после строительства в 1530 году отдельного Храма Земли стал выполнять функцию поклонения Небу.
Храм Неба — это непревзойдённый шедевр китайской архитектуры и ландшафтного дизайна, имеющий большое значение для развития одной из величайших цивилизаций мира. Китай более двух тысяч лет находился под властью императорских династий, а Храм Неба являлся подтверждением законности этой власти. Его символическое оформление оказало огромное влияние на архитектуру Дальнего Востока.
В течение почти 500 лет раз в году, в день зимнего солнцестояния, императоры прибывали сюда, чтобы после трёхдневного строгого поста принести Небу щедрые дары. Считалось, что у владыки Поднебесной божественное происхождение, поэтому только император имеет право обращаться к Небесам с молитвами о процветании государства. Властитель заклинал ветер, дождь, жару и холод, чтобы они появлялись именно тогда, когда назначено вековечным природным циклом, — это было залогом хорошего урожая.